# Нава-де-Аревало
Нава-де-Аревало (ісп. Nava de Arévalo) — муніципалітет в Іспанії, у складі автономної спільноти Кастилія-і-Леон, у провінції Авіла. Населення — 870 осіб (2010).
Муніципалітет розташований на відстані близько 110 км на північний захід від Мадрида, 36 км на північ від Авіли.
На території муніципалітету розташовані такі населені пункти: (дані про населення за 2010 рік)
- Магасос: 127 осіб
- Нава-де-Аревало: 498 осіб
- Ноарре: 62 особи
- Паласіос-Рубіос: 128 осіб
- Вінадерос: 55 осіб

## Демографія
Динаміка населення (INE ):